# 26 февраля
26 февраля — 57-й день года  по григорианскому календарю.
До конца года остаётся 308 дней (309 дней в високосные годы).
До 15 октября 1582 года — 26 февраля по юлианскому календарю, с 15 октября 1582 года — 26 февраля по григорианскому календарю.
В XX и XXI веках соответствует 13 февраля по юлианскому календарю.

## Праздники и памятные дни
См. также: Категория:Праздники 26 февраля

### Национальные
- Азербайджан — День памяти жертв Ходжалы.
- Кувейт — День освобождения.
- Украина — День сопротивления оккупации Автономной Республики Крым и города Севастополя[2].

### Религиозные

#### Католицизм
- Память Папы Александра Александрийского;
- память святого Порфирия.

#### Православие[3]
- Память преподобного Мартиниана (V в.);
- память преподобных Зои и Фотинии (Светланы) (V в.);
- память преподобного Евлогия, архиепископа Александрийского (607—608);
- память преподобного Стефана I, в иночестве Симеона, царя Сербского, Мироточивого (1200);
- память священномучеников Василия Триумфова и Гавриила Преображенского, пресвитеров (1919);
- память священномученика Сильвестра (Ольшевского), архиепископа Омского (1920);
- память священномучеников Зосимы Трубачёва, Николая Добролюбова, Василия Горбачёва, Иоанна Покровского, Леонтия Гримальского, Владимира Покровского, Парфения Грузинова, Иоанна Калабухова, Иоанна Косинского, Михаила Попова, пресвитеров и Евгения Никольского, диакона, преподобномучениц Анны Корнеевой, Веры Морозовой и Ирины Хвостовой, мученика Павла Соколова (1938).

### Именины
- Католические: Александр, Порфирий.
- Православные: Анна, Артемий, Василий, Вера, Владимир, Гавриил, Евгений, Евлогий, Зосима, Зоя, Иван, Ирина, Леонтий, Мартиниан, Мартин, Михаил, Никандр, Николай, Онисим, Павел, Парфений, Прискилла, Светлана, Сильвестр, Симеон, Тимофей, Юстиниан.

## События
См. также: Категория:События 26 февраля

### До XIX века
- 1658 — между Швецией и Данией заключён Роскилльский мирный договор.
- 1712 — в Русском царстве указом Петра I основан Тульский оружейный завод.
- 1714 — Пётр I издал указ, запрещающий присваивать офицерские звания дворянам, не служившим рядовыми в гвардейских полках.
- 1794 — во Франции издан декрет Конвента о конфискации собственности врагов революции.

### XIX век
- 1815 — сосланный на Эльбу Наполеон I Бонапарт бежал с острова.
- 1832 — Польша становится составной частью Российской империи, лишается собственной армии и сейма.
- 1848 — во Франции упразднены дворянские звания.
- 1852 — британский фрегат «Биркенхед» затонул близ мыса Доброй Надежды; погибают 454 человека.
- 1860 — резня[англ.] близ Рио-Делл; европейские колонисты зверски убили до 250 индейцев из племени вийот, в основном женщин и детей[4][5].
- 1878
  - Французский филолог Эмиль Литтре вводит термин микроб — по просьбе учёного Шарля-Эммануэля Седийо дать подходящее название микроорганизмам[6].
  - Во Львове начался судебный процесс над украинским писателем Иваном Франко.
- 1886 — в Горловке произведена первая в Российской империи ртуть.

### XX век
- 1917
  - Беспорядки в Петрограде. Государственная Дума распущена. В городе появляются баррикады. Начинается всеобщая стачка и переход войск на сторону революционеров.
  - В нью-йоркской студии фирмы «Victor» записана первая джазовая грампластинка.
- 1918 — прекратила своё существование Советская республика матросов и строителей на острове Найссаар.
- 1919 — в США в штате Аризона основан национальный парк «Гранд-Каньон».
- 1924
  - Адольф Гитлер осуждён на пять лет тюрьмы за «Пивной путч».
  - Постановлением ВЦИК город Грозный награждён орденом Красного Знамени («За героическую вооружённую борьбу трудящихся против контрреволюции и последующее восстановление нефтяной промышленности»).
- 1925
  - Установлены дипломатические отношения между СССР и Японией.
  - В РСФСР образован Коми-Пермяцкий округ.
- 1930 — в Нью-Йорке убит один из боссов американской мафии Гаэтано «Томми» Рейна, что положило начало крупнейшей в истории Нью-Йорка войне мафиозных кланов.
- 1932 — Адольф Гитлер получил немецкое гражданство, что даёт ему возможность воспользоваться избирательным правом.
- 1935 — изобретатель Роберт Уотсон-Уотт провёл первые испытания устройства «радар» (RAdio Detection And Ranging).[источник не указан 875 дней]
- 1936 — попытка госпереворота военными в Японии.
- 1954 — в США создана первая фотонаборная типографская машина.
- 1955 — лётчик-испытатель фирмы «Норт Америкэн» Джордж Смит совершил первое в истории авиации успешное катапультирование на сверхзвуковой скорости.
- 1966 — старт AS-201.
- 1980 — Египет и Израиль подтвердили установление дипломатических отношений, обменявшись послами.
- 1990 — начался вывод советских войск с территории Чехословакии.
- 1991 — Саддам Хусейн отдал приказ иракским войскам покинуть Кувейт.
- 1992 — в ходе Карабахского конфликта произошла Ходжалинская резня.
- 1993 — пакистанский исламист Рамзи Ахмед Юсеф и пятеро его сообщников взорвали в подземном гараже Всемирного торгового центра (Нью-Йорк) грузовик, начинённый взрывчаткой.
- 1994 — из тюрьмы «Лефортово» освобождены амнистированные члены ГКЧП.
- 1995
  - Состоялись первые парламентские выборы в Таджикистане.
  - Крах Barings Bank, основанного в 1762 году.

### XXI век
- 2004 — Сейм Латвии принял закон о присоединении страны к НАТО.
- 2013 — катастрофа воздушного шара в Луксоре, 19 погибших.
- 2019 — пограничный конфликт между Индией и Пакистаном: авиационный удар по Балакоту.

## Родились
См. также: Категория:Родившиеся 26 февраля

### до XIX века
- 1361 — Венцель (ум. 1419), король Германии (1376—1400) (он же Вацлав IV, князь Чехии (с 1378)).
- 1416 — Кристофер III Баварский (ум. 1448), король Дании (с 1440), Швеции (с 1441) и Норвегии (с 1442).
- 1564 — Кристофер Марло (убит в 1593), английский поэт, переводчик и драматург елизаветинской эпохи, один из наиболее выдающихся предшественников Шекспира.
- 1671 — Энтони Эшли-Купер, 3-й граф Шефтсбери (ум. 1713), английский философ, писатель, политик, деятель Просвещения.
- 1759 — Людвиг Генрих фон Якоб (ум. 1827), немецкий философ, экономист и филолог, профессор Харьковского университета.
- 1770 — Антонин Рейха (ум. 1836), чешский и французский композитор, теоретик музыки, педагог.
- 1786 — Франсуа Жан Доминик Араго (ум. 1853), французский физик и астроном.
- 1796 — Пётр Анжу (ум. 1869), российский полярный исследователь, адмирал флота.

### XIX век
- 1802 — Виктор Гюго (ум. 1885), французский писатель.
- 1806 — Ян Казимир Вильчинский (ум. 1885), врач, коллекционер, издатель «Виленского альбома».
- 1808 — Оноре Домье (ум. 1879), французский график, живописец и скульптор, мастер политической карикатуры.
- 1821 — Феликс Зим (ум. 1911), французский художник.
- 1829 — Ливай Страусс (ум. 1902), американский предприниматель, создатель джинсов.
- 1835 — Рихард Андре (ум. 1912), немецкий географ и этнограф.
- 1842 — Камиль Фламмарион (ум. 1925), французский астроном и автор многочисленных книг.
- 1844 — Николай Аничков (ум. 1916), российский государственный деятель, действительный тайный советник, сенатор.
- 1846 — Буффало Билл (наст. имя Уильям Фредерик Коди; ум. 1917), американский антрепренёр и шоумен.
- 1850 — Фридрих Карл Гинцель (ум. 1926), австрийский астроном.
- 1852 — Джон Харви Келлог (ум. 1943), американский врач, пропагандист здорового образа жизни.
- 1855 — Николай Насонов (ум. 1939), зоолог, академик Петербургской академии наук, АН СССР.
- 1858 — Владимир Сербский (ум. 1917), русский психиатр и общественный деятель, создатель московской школы психиатров.
- 1861 — Фердинанд I (ум. 1948), князь Болгарии (1887—1908), царь Болгарии (1908—1918).
- 1869 — Надежда Крупская (ум. 1939), советская государственная и партийная деятельница, жена и соратница В. И. Ленина.
- 1885 — Александрас Стульгинскис (ум. 1969), литовский государственный деятель, президент Литовской Республики (1922—1926).
- 1887 — Акакий Шанидзе (ум. 1987), грузинский советский филолог, академик АН Грузинской ССР.
- 1893 — Витаутас Ландсбергис-Жямкальнис (ум. 1993), литовский архитектор, общественный и политический деятель.
- 1894 — Ольга Ходатаева (ум. 1968), советский мультипликатор: режиссёр, сценарист и художник.
- 1896 — Андрей Жданов (ум. 1948), советский государственный и партийный деятель.
- 1900 — Халина Конопацкая (ум. 1989), польская метательница диска, олимпийская чемпионка (1928), поэтесса.

### XX век
- 1902
  - Веркор (наст. имя Жан Марсель Брюллер; ум. 1991), французский писатель и художник-иллюстратор.
  - Николай Старостин (ум. 1996), советский футболист и хоккеист, основатель московского «Спартака».
- 1903 — Гавриил Шульц (ум. 1984), советский скульптор.
- 1907 — Джон Боулби (ум. 1990), английский психолог и психоаналитик.
- 1908
  - Анна Щетинина (ум. 1999), первая в мире женщина — капитан дальнего плавания.
  - Текс Эйвери (ум. 1980), американский мультипликатор, режиссёр-мультипликатор, актёр озвучивания.
- 1909 — Талал ибн Абдалла (ум. 1972), король Иордании (1951—1952).
- 1910 — Сергей Горшков (ум. 1988), адмирал флота, дважды Герой Советского Союза.
- 1911 — Таро Окамото (ум. 1996), японский художник.
- 1914 — Виктор Авбель (ум. 1993), югославский и словенский политический деятель, Народный герой Югославии.
- 1916 — Джеки Глисон (ум. 1987), американский комедийный актёр и музыкант.
- 1918 — Николай Гулаев (ум. 1985), советский лётчик-истребитель, ас, дважды Герой Советского Союза.
- 1919 — Алла Шелест (ум. 1998), советская прима-балерина.
- 1920 — Михаил Меерович (ум. 1993), советский композитор.
- 1924 — Нобору Такэсита (ум. 2000), японский государственный деятель, премьер-министр Японии (1987—1989).
- 1928
  - Ариэль Шарон (ум. 2014), премьер-министр Израиля (2001—2006).
  - Анатолий Филипченко (ум. 2022), советский космонавт, дважды Герой Советского Союза.
- 1930
  - Лазарь Берман (ум. 2005), советский и итальянский пианист, заслуженный артист РСФСР.
  - Лайонел Кокс (ум. 2010), австралийский трековый велогонщик, олимпийский чемпион (1952).
- 1931 — Клод Пирон (ум. 2008), швейцарский лингвист, психолог, переводчик.
- 1932 — Джонни Кэш (ум. 2003), американский певец и композитор-песенник, ключевая фигура в музыке кантри.
- 1933 — кардинал Любомир (Гузар) (ум. 2017), предстоятель Украинской грекокатолической церкви.
- 1938 — Александр Проханов, советский и российский политик, писатель, журналист, общественный деятель.
- 1940 — Вячеслав Глазычев (ум. 2012), советский и российский учёный и общественный деятель, исследователь архитектурного наследия, критик, переводчик, публицист.
- 1941 — Евгений Жариков (ум. 2012), киноактёр, народный артист РСФСР.
- 1943 — Казимера Прунскене, литовский политический и государственный деятель.
- 1944 — Хуан Эстебан Ласо Эрнандес, кубинский государственный и политический деятель. Председатель Государственного совета Кубы с 10 октября 2019 года, Председатель Национальной ассамблеи народной власти Кубы (с 2013).
- 1948 — Сергей Савельев (ум. 2005), советский лыжник, олимпийский чемпион (1976), чемпион мира.
- 1950 — Хелен Кларк, премьер-министр Новой Зеландии (1999—2008).
- 1953 — Майкл Болтон (наст. фамилия Болотин), американский певец русского происхождения.
- 1954 — Реджеп Тайип Эрдоган, турецкий политик и государственный деятель, президент Турции (с 2014).
- 1957 — Кина Ротхаммер, американская пловчиха, олимпийская чемпионка (1972).
- 1958
  - Мишель Уэльбек, французский писатель.
  - Андрей Некрасов, российский сценарист и режиссёр.
- 1961 — Гедиминас Таранда, советский и российский артист балета, антрепренёр и актёр.
- 1964 — Марк Дакаскос, американский актёр, мастер боевых искусств.
- 1969 — Хитоси Сакимото, японский композитор.
- 1973
  - Андре Таннебергер, немецкий музыкант и диджей.
  - Дженни Томпсон, американская пловчиха, 8-кратная олимпийская чемпионка.
- 1974 — Себастьен Лёб, французский автогонщик, 9-кратный чемпион мира по ралли.
- 1982 — Ли На, китайская теннисистка, экс-вторая ракетка мира.
- 1983 — Пепе (наст. имя Кеплер Лаверан Лима Феррейра), португальский футболист, чемпион Европы (2016).
- 1985
  - Ханна Кирни, американская фристайлистка (могул), олимпийская чемпионка (2010), трёхкратная чемпионка мира.
  - Фернандо Льоренте, испанский футболист, чемпион мира и Европы.
  - Саня Ричардс-Росс, американская легкоатлетка, 4-кратная олимпийская чемпионка, многократная чемпионка мира.
- 1986 — Тереза Палмер, австралийская актриса.
- 1992 — Микаэль Гранлунд, финский хоккеист, двукратный чемпион мира (2011, 2022).
- 1997 — Малком (полное имя Малком Филипе Силва де Оливейра), бразильский и российский футболист.
- 1999 — Эльвира Эберг, шведская биатлонистка, олимпийская чемпионка (2022).

## Скончались
См. также: Категория:Умершие 26 февраля

### До XIX века
- 1577 — Эрик XIV (р. 1533), король Швеции (1533—1577), из династии Васа.
- 1726 — Максимилиан II Эмануэль (р. 1662), курфюрст Баварии (1679—1706 и 1714—1726).
- 1767 — граф Михаил Илларионович Воронцов (р. 1714), российский государственный деятель, дипломат.
- 1770 — Джузеппе Тартини (р. 1692), итальянский скрипач, композитор.

### XIX век
- 1821 — Жозеф Мари де Местр (р. 1753), французский мыслитель и государственный деятель, публицист и религиозный философ.
- 1829 — Иоганн Генрих Вильгельм Тишбейн (р. 1751), немецкий художник эпохи классицизма, мастер портрета.
- 1834 — Иоганн Алоиз Зенефельдер (р. 1771), немецкий типограф, изобретатель литографии.
- 1845 — Доменико Жилярди (р. 1785), швейцарский архитектор, работавший в России.
- 1878 — Пьетро Анджело Секки (р. 1818), итальянский священник и астроном.
- 1889 — Карл Давыдов (р. 1838), русский композитор и виолончелист, в 1876—1887 гг. директор Петербургской консерватории.

### XX век
- 1901 — Лудольф Христоф Эренфрид Крель (р. 1825), немецкий востоковед.
- 1903 — Ричард Джордан Гатлинг (р. 1818), американский врач и изобретатель, обладатель более полусотни патентов.
- 1905 — Марсель Швоб (р. 1867), французский писатель-символист.
- 1908 — Василий Калашников (р. 1849), российский конструктор.
- 1909 — Герман Эббингауз (р. 1850), немецкий психолог-экспериментатор.
- 1917 — Жюль Дежерин (р. 1849), швейцарско-французский врач-невролог.
- 1931 — Отто Валлах (р. 1847), немецкий химик, лауреат Нобелевской премии (1910).
- 1933 — великий князь Александр Михайлович (р. 1866), российский государственный и военный деятель, внук Николая I.
- 1938
  - Александр Амфитеатров (р. 1862), русский писатель, публицист, литературный и театральный критик.
  - расстрелян Густав Клуцис (р. 1895), латышский и советский художник-авангардист.
  - расстрелян Ильяс Джансугуров (р. 1894), казахский советский поэт, писатель, переводчик.
- 1939 — расстреляны:
  - Станислав Косиор (р. 1889), советский партийный и государственный деятель;
  - Иван Федько (р. 1897), советский военачальник, герой гражданской войны, командарм 1-го ранга.
- 1943 — погиб Теодор Эйке (р. 1892), обергруппенфюрер СС, один из создателей системы концлагерей в нацистской Германии.
- 1944 — Пётр Струве (р. 1870), российский экономист, историк, философ, политический и общественный деятель.
- 1945 — Иосиф Баласса (р. 1864), венгерский лингвист, филолог и педагог.
- 1948 — Лев Бруни (р. 1894), русский советский график и живописец.
- 1958 — Ёкояма Тайкан (р. 1868), японский художник.
- 1961 — Мухаммед V (р. 1909), султан (1927—1953, 1955—1957), король (1957—1961) Марокко.
- 1965
  - Юлиус Скутнабб (р. 1889), финский конькобежец, олимпийский чемпион (1924).
  - Владислав Старевич (р. 1882), российский и французский режиссёр, создатель кукольной анимации.
- 1966 — Джино Северини (р. 1883), итальянский живописец-самоучка, скульптор.
- 1969 — Карл Ясперс (р. 1883), немецкий философ, психолог и психиатр, представитель экзистенциализма.
- 1971
  - Теодор Сведберг (р. 1884), шведский физикохимик, лауреат Нобелевской премии по химии (1926).
  - Фернандель (наст. имя Фернан Жозеф Дезире Контанден; р. 1903), французский киноактёр-комик.
- 1973 — Степан Шкурат (р. 1886), актёр театра и кино, народный артист Украинской ССР.
- 1974 — Рене де Поссель (р. 1905), французский математик, один из основателей группы Бурбаки.
- 1976 — Виктор Ардов (р. 1900), советский писатель-сатирик, драматург, сценарист.
- 1985 — Михаил Колосов (р. 1927), советский химик-органик, академик АН СССР.
- 1986 — Аида Манасарова (р. 1925), советский и российский кинорежиссёр, сценарист, композитор.
- 1994
  - Андрей Апсолон (р. 1908), советский актёр театра и кино, кинорежиссёр, поэт-песенник.
  - Билл Хикс (р. 1961), американский стендап-комик и социальный критик.
- 1995
  - Джек Клейтон (р. 1921), британский кинорежиссёр и продюсер.
  - Алексей Коренев (р. 1927), советский кинорежиссёр и сценарист.
- 1998 — Теодор Уильям Шульц (р. 1902), американский экономист, лауреат Нобелевской премии (1979).
- 1999 — Стасис Англицкис (р. 1905), литовский поэт.

### XXI век
- 2004 — погиб в авиакатастрофе Борис Трайковский (р. 1956), президент Республики Македонии (1999—2004).
- 2005 — Джеф Раскин (р. 1943), американский IT-разработчик, создатель компьютера Macintosh.
- 2008 — Артур Эйзен (р. 1927), оперный певец (бас), народный артист СССР.
- 2011 — Арношт Лустиг (р. 1926), чешский писатель.
- 2013 — Виктор Сергачёв (р. 1934), актёр театра и кино, театральный режиссёр, народный артист РСФСР.
- 2018 — Татьяна Карпова (р. 1916), актриса театра и кино, народная артистка СССР.
- 2022 — Борис Соколов (р. 1944), актёр театра и кино, народный артист РСФСР.
- 2023 — Роберт Ричардс (р. 1926), американский легкоатлет, двукратный олимпийский чемпион в прыжках с шестом.
- 2024
  - Джузеппе Д’Альтруи (р. 1934), итальянский ватерполист, чемпион летних Олимпийских игр (1960), двукратный победитель Средиземноморских игр, бронзовый призёр чемпионата Европы. Член Зала славы мирового плавания.
  - Джейкоб Ротшильд, 4-й барон Ротшильд (р. 1936), британский инвестиционный банкир, представитель династии Ротшильдов, глава лондонской ветви Ротшильдов (1990—2024). Прапраправнук Натана Майера Ротшильда.
- 2025 — Мишель Трахтенберг (р.1985), американская актриса кино и озвучивания, телеведущая.

## Приметы
- Чем холоднее в этот день, как и во время всей последней недели февраля, тем более жарким и сухим будет лето[7].